# Comissaria General d'Investigació Criminal
La Comissaria General d'Investigació Criminal és un dels quatre organismes de la Comissaria Superior de Coordinació Central dels Mossos d'Esquadra.
Està format per dues divisions, dues àrees i una oficina de suport.

## Divisió d'Investigació Criminal
La Divisió d'Investigació Criminal, o també DIC segons les seves sigles, és l'organisme central dels Mossos d'Esquadra que s'encarrega de la investigació i persecució dels casos de delinqüència criminal que tenen una finalitat econòmica. La Divisió d'Investigació Criminal depèn de la Comissaria General d'Investigació Criminal i aquesta de la Prefectura de la Policia. Dirigeix la investigació i persecució de la delinqüència ordinària, especialitzada i organitzada a Catalunya.
La tasca que desenvolupa aquesta divisió és: en el marc de responsabilitat de la Comissaria General d'Investigació Criminal la funció d'investigació en els àmbits de la delinqüència ordinària, especialitzada i organitzada. Des d'aquest organisme policial es combat la delinqüència més especialitzada i organitzada que actua a Catalunya, alhora que se supervisen i lideren les investigacions que realitzen els organismes territorials d'investigació.
Té la seu física al Complex Central Egara. El comandament directe de la divisió està en mans d'un cap i d'un sotscap (subordinat a les ordres del primer). Sota les seves ordres hi ha les àrees següents:
Està format per quatre àrees centrals i vuit àrees d'investigació.

### Àrees centrals
- Àrea Central d'Investigació - Persones (ACIPER): investiga i persegueix específicament els delictes que afecten la vida o salut de les persones.
- Àrea Central d'Investigació - Patrimoni (ACIPA): investiga i persegueix específicament els delictes que afecten el patrimoni de les persones.[6] Els mètodes utilitzats en aquesta àrea són els propis de la investigació, amb l'objectiu de perseguir i neutralitzar la delinqüència criminal que roba els béns aliens a un nivell nacional o amb mitjans fora del comú. Els casos menors són investigats per les Unitats d'Investigació, a nivell d'ABP, o per les Àrees Territorials d'Investigació, a nivell regional. Té la seu física al Complex Central Egara. Les unitats que la componen actualment son: Unitat Central de Multireincidents (UCML), Unitat Central de Robatoris amb Força (UCROF), Unitat Central de Patrimoni Històric (UCPH) i Unitat Central d'Ataracaments (UCA).
- Àrea Central de Crim Organitzat (ACCO): investiga i persegueix específicament la criminalitat més organitzada o mafiosa. Segons l'article 165 del Decret 243/2007 la tasca que han de desenvolupar els agents de la ACCO és la persecució d'organitzacions criminals que operin a Catalunya.[7] Els mètodes utilitzats en aquesta àrea són els propis de la investigació, amb l'objectiu de perseguir i neutralitzar la delinqüència criminal que s'organitza en estructures complexes de persones que s'hi dediquen. Té la seu física al Complex Central Egara. El comandament directe de l'àrea està en mans d'un cap i d'un sotscap (subordinat a les ordres del primer), els quals acostumen a ser un inspector i un sotsinspector respectivament. Les unitats concretes que componen aquesta àrea són les d'estupefaents, associacions il·lícites, tràfic de vehicles, tràfic d'éssers humans, falsificació de moneda i blanqueig de capitals i tractament de dades.[8]
- Àrea Central de Delictes Econòmics (ACDECO) . Correspon a l'Àrea Central de Delictes Econòmics la investigació i persecució dels delictes relacionats amb la delinqüència econòmica i fiscal, i la persecució dels grups criminals especialment aquells vinculats a l'activitat de grups de crim organitzat.

### Àrees d'investigació

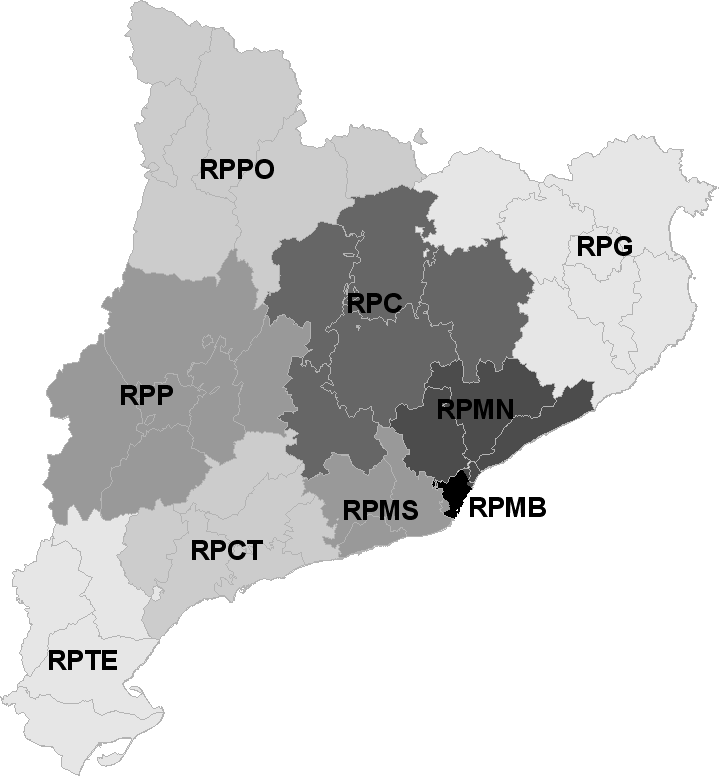
Mapa de les 9 regions policials.

S'encarreguen d'investigar i perseguir els casos de delinqüència criminal que es produeixen a llurs regions policials i que no són assumits per cap de les tres àrees centrals de la Divisió. Hi ha una ATI a cada regió policial de Catalunya. La tasca que han de desenvolupar els agents de les ATI són representar la comissaria d'investigació criminal a la regió, analitzar i avaluar l'activitat criminal a la regió i inspeccionar els casos que es determini. Internament una ATI s'estructura amb una Unitat Territorial d'Investigació' amb diversos grups d'investigació especialitzats en tipologies delictives.
A Catalunya hi ha 9 Àrees Territorials d'Investigació.
- ATI de la Regió Policial Metropolitana de Barcelona (RPMB)
- ATI de la Regió Policial Metropolitana Nord (RPMN)
- ATI de la Regió Policial Metropolitana Sud (RPMS)
- ATI de la Regió Policial del Pirineu Occidental (RPPO)
- ATI de la Regió Policial de Ponent (RPP)
- ATI de la Regió Policial de Girona (RPG)
- ATI de la Regió Policial Central (RPC)
- ATI de la Regió Policial del Camp de Tarragona (RPCT)
- ATI de la Regió Policial de Terres de l'Ebre (RPTE)

## Divisió de Policia Científica
És l'organisme central que s'encarrega de la comprovació de proves i identificacions a través de mètodes científics. Segons l'article 162 del Decret 243/2007 les tasques que desenvolupa aquesta divisió són la investigació tècnica a través del desenvolupament de tasques especialitzades en el camp de la criminalística i la identificació en l'àmbit corporatiu, l'establiment de directrius tècniques en totes les matèries pròpies de la policia científica i l'elaboració dels informes pericials i documentals que se li encarreguin".
La tardor del 2010 aquesta divisió tenia un total de 126 persones de més de 16 llicenciatures diferents.
Té la seu física al Complex Central Egara. El comandament directe de l'àrea està en mans d'un cap i d'un sotscap (subordinat a les ordres del primer), els quals acostumen a ser un inspector i un sotsinspector respectivament. Sota les seves ordres hi ha les àrees següents:

### Àrea Central d'Identificació
Realitza les inspeccions oculars en escenaris criminals i s'ocupa de les bases de dades antropomètriques.

### Àrea Central de Criminalística
Realitza les inspeccions oculars en escenaris criminals i en fa les anàlisis pertinents de les proves en els camps de la Informàtica Forense, balística, traces instrumentals, biologia, química, antropologia, documentoscòpia i grafologia.
Segons l'article 170 del Decret 243/2007 les tasques que desenvolupa l'Àrea Central de Criminalística són la realització d'inspeccions oculars tecnicopolicials, estudis i informes tècnics i pericials en relació amb balística, traces instrumentals i laboratoris on se sintetitzin, transformin o emmagatzemin substàncies estupefaents i psicotròpiques o que atemptin contra la salut, l'elaboració d'estudis i informes tècnics i pericials en relació amb documentoscòpia i grafoscòpia, l'anàlisi química, toxicològica, biològica, genètica i, en general, de totes aquelles mostres d'interès per a la investigació policial, i aquelles que suposen infracció administrativa i el manteniment de les bases de dades en l'àmbit propi d'aquesta Àrea."
Les unitats concretes que componen aquesta àrea són les següents:
- Unitat Central de Documentoscòpia: analitza documents oficials falsificats (documentoscòpia), les grafies a mà (grafoscòpia) i productes piratejats.
- Unitat Central del Laboratori Químic: analitza amb mètodes de la química i la física qualsevol tipus de mostra: drogues, fibres de roba, residus d'explosius...
- Unitat Central del Laboratori Biològic: analitza amb mètodes de la bioquímica i la física qualsevol tipus de mostra biològica: sang, semen, saliva, i ADN en general.
- Unitat Central d'Antropologia: analitza cadàvers a través de l'autòpsia i amb mètodes de la medicina forense en general; també ajuda a identificar persones amnèsiques.

## Àrea Central d'Anàlisi de la Criminalitat
Recull, analitza i distribueix entre tot el cos aquella informació operativa de l'activitat criminal, detecta aquelles investigacions que són especialment rellevants com perquè les assumeixin les àrees centrals d'investigació, i estableix els criteris sobre el tractament i la gestió de la informació criminal recopilada. L'Àrea Central d'Anàlisi de la Criminalitat, o ACAC, és l'organisme especialitzat dels Mossos d'Esquadra que s'encarrega d'analitzar tota la informació criminal que acumula la policia catalana per tal de plantejar noves investigacions o destapar estructures criminals. Aquesta àrea policial depèn directament de la Comissaria General d'Investigació Criminal dels Mossos.
Segons l'article 173 del Decret 243/2007 la tasca que han de desenvolupar els agents de la ACAC són:
1. La recollida, el tractament, l'anàlisi i la distribució entre la Policia de la Generalitat - Mossos d'Esquadra d'aquella informació de caràcter operatiu i estratègic referida a l'activitat criminal a Catalunya per al suport a l'activitat policial.
2. La detecció d'aquelles investigacions que, per la seva rellevància, extensió territorial o especialitat siguin susceptibles de ser assumides per les unitats centrals o territorials de la Comissaria General.
3. El manteniment operatius de la documentació policial.
4. L'establiment de directrius tècniques en totes les matèries associades al tractament, gestió i anàlisi de la informació operativa rellevant per a la funció d'investigació.
5. Les altres que se li encomanin.

Aquesta àrea té un paper central en la intel·ligència de la CGIC. El seu paper consisteix a analitzar les dades criminals recollides en les investigacions ja fetes amb l'objectiu de comparar les similituds entre casos, aportar nous elements objectius d'imputació de delictes quan es localitzen casos perpetrats pels mateixos delinqüents, i esbossar l'estructura i el funcionament d'una organització criminal. També manté la comunicació amb l'Europol sobre els casos d'interès. La seva tasca ha de servir perquè els diversos comandaments responsables disposin d'informació estratègica completa per conèixer bé la realitat criminal i neutralitzar-la millor.
El mètode científic de l'anàlisi policial consisteix en un cicle de la intel·ligència compost de sis fases: En primer lloc la recopilació, l'ordenació i l'avaluació de les dades generades pels investigadors. Seguidament es procedeix a la integració de les dades recollides a la base de dades per creuar-les amb la informació que ja es té. A partir d'aquí té lloc l'anàlisi pròpiament dit per interpretar les dades responent les preguntes típiques de què, qui, com, quan, per què... observant totes les dades a partir d'un sistema de representació gràfica tenint en compte totes les perspectives possibles. Finalment l'última fase és la difusió de les conclusions i la nova informació generada elaborant informes i presentacions per als comandaments o les unitats que duen les investigacions. Després es torna a començar el cicle i es dirigeix els investigadors a nous objectius per buscar dades. Entre el 80 i el 85% del temps s'inverteix en les tres primeres fases, i és el 15% restant en què es treuen les conclusions a partir de les dades objectives. Un cas habitual de l'anàlisi operatiu és el dels casos d'homicidis sense resoldre que han arribat a un punt mort i que s'analitzen per tal de trobar-ne noves línies d'investigació. En una sola investigació els analistes poden jugar amb variables de milers de persones.
Té la seu física al Complex Central Egara. El comandament directe de l'àrea està en mans d'un cap i d'un sotscap (subordinat a les ordres del primer), els quals acostumen a ser un inspector i un sotsinspector respectivament.
Els mossos que formen part d'aquesta àrea s'han d'haver especialitzat a l'ISPC fent el curs d'Anàlisi, uns estudis de nivell 3 de la família de la seguretat ciutadana.

## Àrea Central de Mitjans Tècnics i Suport Operatiu
Realitza vigilàncies i seguiments, fa el manteniment dels equips tècnics utilitzats per això i dona suport a les àrees d'investigació en aquest camp. LÀrea Central de Mitjans Tècnics i Suport Operatiu, o ACMTSO, és l'organisme especialitzat dels Mossos d'Esquadra que s'encarrega de realitzar les vigilàncies i els seguiments de les persones i organitzacions investigades per la Comissaria General d'Investigació Criminal, de la qual depèn orgànicament.
Segons l'article 174 del Decret 243/2007 la tasca que han de desenvolupar els agents de la ACMTSO són:
1. Les vigilàncies i seguiments en tasques d'informació i investigació.
2. L'operativització i manteniment dels equips tècnics necessaris per al suport de tasques d'informació i investigació.
3. El suport a altres unitats en l'àmbit que li és propi.
4. L'establiment de directrius tècniques en totes les matèries pròpies d'aquest àmbit.
5. Les altres que se li encomanin.

Per una banda entre les tasques més habituals d'aquesta àrea hi ha la instal·lació de micròfons i càmeres ocultes així com la intervenció de telèfons (totes aquestes activitats es fan prèvia autorització judicial), escànners de moviment... Per l'altra també és aquesta àrea la que s'ocupa d'oferir el suport operatiu a les unitats d'investigació, consistent en la vigilància dels criminals mitjançant els vehicles de seguiment pertinents habilitats amb la tecnologia necessària.
Té la seu física al Complex Central Egara. El comandament directe de l'àrea està en mans d'un cap i d'un sotscap (subordinat a les ordres del primer), els quals acostumen a ser un inspector i un sotsinspector respectivament.

## Oficina de Suport
Assessora el cap de la CGIC i gestiona operativament els seus recursos humans i materials